# Giovanni Salghetti Drioli

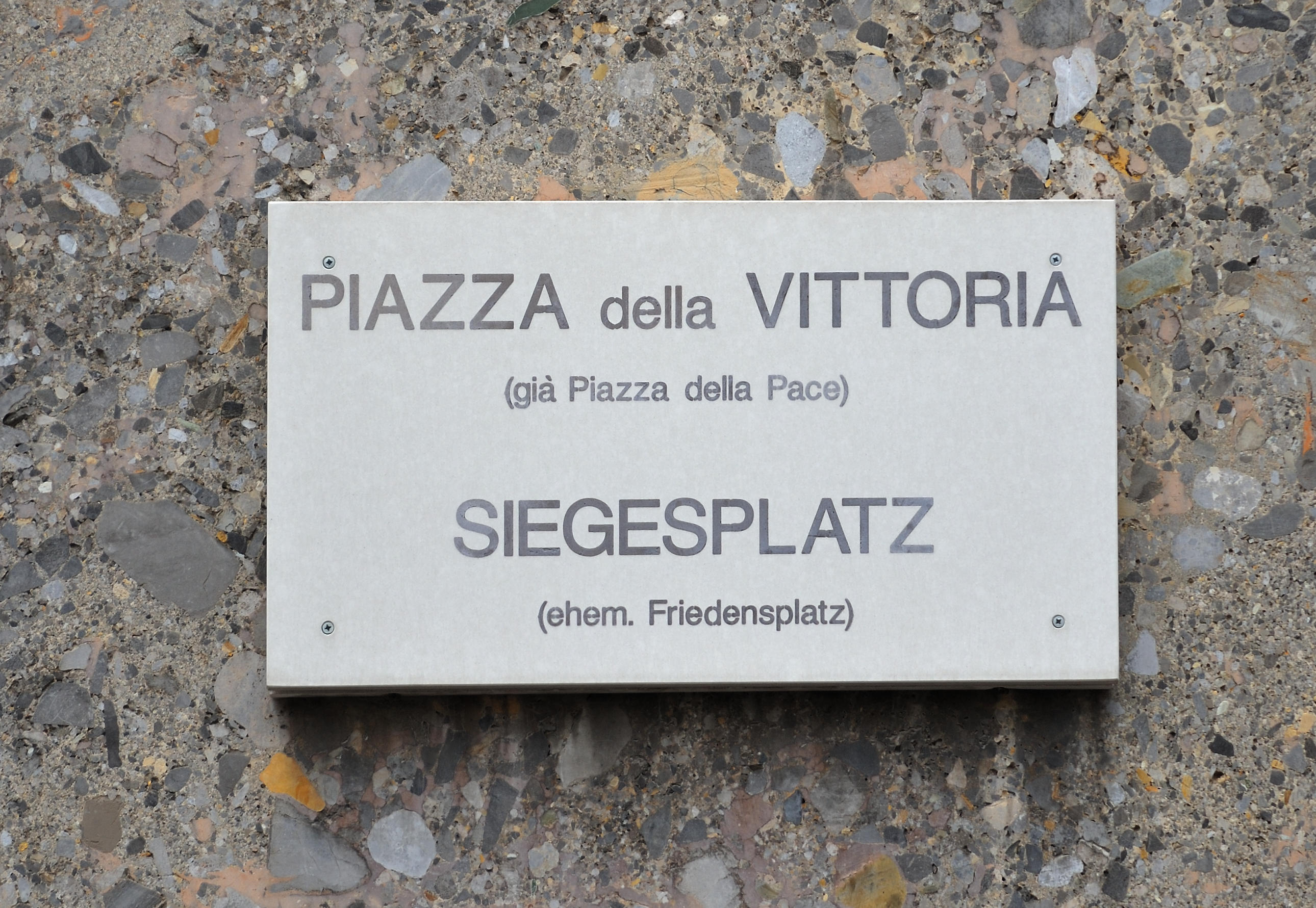
La targa di Piazza della Vittoria, nel 2001 rinominata Piazza della Pace su iniziativa della giunta di Salghetti-Drioli e nel 2002, in seguito a un referendum, ripristinata nel nome precedente.

Giovanni Salghetti Drioli (Roma, 11 novembre 1941) è un politico italiano, sindaco di Bolzano dal 1995 al 2005.

## Biografia
Avvocato, dal 1973 lavora presso la provincia autonoma di Bolzano, di cui è diventato vicedirettore generale nel 1975. Andrà poi in pensione nel 2007.
Tra il 1988 e il 1989 è stato commissario del comune di Bolzano in seguito all'annullamento delle elezioni comunali del 1985, vinte da Marcello Ferrari, deciso dal Consiglio di Stato nell'agosto del 1988.
Dal 1995 al 2005 torna al comune di Bolzano, questa volta come sindaco, venendo eletto per due mandati consecutivi con una coalizione di centrosinistra. Nel 2001 si impegna pubblicamente per la rinominazione di Piazza della Vittoria in Piazza della Pace, ma l'azione viene bloccata nel 2002 da un referendum consultivo promosso dalle Destre. Nel 2005 è nuovamente candidato ma viene sconfitto per 7 voti al ballottaggio dall'esponente del centrodestra Giovanni Benussi che però non riesce a formare una giunta e decade. Lo stesso anno verrà eletto Luigi Spagnolli, di nuovo del centrosinistra.
Nel 2006 viene nominato da Linda Lanzillotta, ministro per gli affari regionali del Governo Prodi II, nella Commissione dei Sei. Nel 2013 viene nominato presidente del Teatro Stabile di Bolzano.